# Kee Marcello
Pour les articles homonymes, voir Marcello.
Kee Marcello (de son vrai nom Kjell Hilding Lövbom) est un musicien suédois, ancien guitariste du groupe Europe, né le 2 février 1960 à Ludvika. Il poursuit aujourd'hui une carrière solo.

## Carrière
Kee Marcello a été membre du groupe Easy Action, et à partir de 1986 du groupe Europe.
En 1992, lors de la séparation de Europe, il a ensuite entamé une carrière solo.

## Discographie
Comme membre de Easy Action
- 1983: Easy Action
- 1986: That Makes One

Comme membre de Europe
- 1988: Out of This World
- 1991: Prisoners in Paradise

En tant que Kee Marcello's K2
- 2004: Melon Demon Divine

Solo albums
- 1995: Shine On
- 2011: Redux: Europe
- 2013: Judas Kiss
- 2016: Scaling up

## Vidéographie

### Clips
- 2005 : We Got It All, tiré de Redux: Melon Demon Divine, dirigé par Patric Ullaeus